# Festival Ponte Louco
El Festival Ponte Louco es un festival musical gratuito que se celebra desde el año 2001 en el castillo de Castro Caldelas (Orense, España). Está ligado a otras actuaciones lúdico-culturales como teatro, malabares, feria de artesanía. Se celebra en el mes de agosto, generalmente el primer sábado después del 15. 